# 레일러
《레일러》(RAILERS)는 대한민국의 유일한 상업용 철도 전문 잡지이다. 2010년 창간되어 현재는 홀수 달 25일마다 발행된다. 현재 발행인은 유정현이며 편집장은 신근섭이다. 2015년 1월 최근호인 제 19호가 발행되었다. 창간 당시 (주)에어로그라피에서 발행되었다가 제 3호부터 미래테크에서 발행하고 있다. 
레일러는 철도 관련 내용 전반에 걸쳐 다양한 소재를 다룬다. 철도에 대한 상식이 별로 없는 초보자로부터 철도업계에 종사하는 전문가까지 모두 읽을 수 있도록, 다양한 독자에 눈높이를 맞춘 기사가 게재되어 있다.

## 연혁
- 2010년 6월 25일 : 에어로그라피에서 반년간지로 창간, 1호 출간
- 2011년 2월 25일 : 에어로그라피에서 미래테크로 발행사 변경과 함께 격월간지로 간행주기 변경, 3호 출간 (짝수달 발행)
- 2012년 3월 15일 : 짝수달에서 홀수달 발행으로 변경, 9호 출간
- 2012년 8월 25일 : 홀수달에서 짝수달 발행으로 변경, 11호 출간
- 2013년 7월 25일 : 짝수달에서 홀수달 발행으로 변경, 15호 출간

## 출간 목록
| 번호 | 표제 기사                                                            | ISBN | 공식 출간일      |
| ---- | -------------------------------------------------------------------- | ---- | ---------------- |
| 1    | 창간호 특집 · 서울도시철도공사 집중 탐방 · 레일 크루즈 해랑          |      | 2010년 6월 25일  |
| 2    | 한국형 틸팅 열차 TTX · 도호쿠신칸센 전선 개업                        |      | 2010년 12월 25일 |
| SE2  | 한국형 틸팅 열차 TTX · 도호쿠신칸센 전선 개업                        |      | 2011년 9월 10일  |
| 3    | 수도권철도차량정비단을 가다 · 부산 도시철도 4호선 개통               |      | 2011년 2월 25일  |
| 4    | 8200호대 신형전기기관차 · 규슈신칸센 전 구간 개업                    |      | 2011년 4월 25일  |
| 5    | 한국형 차세대전동차 AUTS · 리니어 철도관                             |      | 2011년 6월 25일  |
| 6    | 한국 철도박물관 · 도시형자기부상열차                                 |      | 2011년 8월 25일  |
| 7    | 신분당선 집중 탐방 · 한국형 고속열차 HSR350X                         |      | 2011년 10월 25일 |
| 8    | 서울역에 가다 · ITX-청춘 시운전열차 취재                             |      | 2011년 12월 25일 |
| 9    | 차세대 고속철도차량 HEMU-430X · KTX-산천 갑종회송                    |      | 2012년 3월 15일  |
| 10   | 철도차량 제작회사 「로윈」 집중탐방 · 돌아온 호랑이무늬 구형 기관차  |      | 2012년 5월 15일  |
| 11   | 제1회 철도문화체험전 · 수인선, 17년 만의 부활                        |      | 2012년 8월 15일  |
| 12   | 서울 깊숙이 들어온 수도권전철 분당선 · 7호선 온수-부평구청 구간 개통 |      | 2012년 10월 25일 |
| 13   | InnoTrans 2012 · 특대형 디젤전기기관차                               |      | 2012년 12월 25일 |
| 14   | KTX vs 신칸센 · 새마을호 전후동력형 디젤동차 퇴역                    |      | 2013년 2월 25일  |
| 15   | 용인경전철 개통 · 공항철도 한류음악공연                              |      | 2013년 7월 25일  |
| 16   | 남도해양관광열차 S-Train · 내륙컨테이너기지 디오라마                 |      | 2013년 11월 25일 |
| 17   | ITX-새마을 · 제1회 세계철도박물관 회의                               |      | 2014년 3월 25일  |
| 18   | 평화열차 DMZ Train · 한국형 무선통신기반 열차제어시스템 「KRTCS」    |      | 2014년 7월 25일  |
| 19   | InnoTrans 2014 · 정선아리랑열차 A-Train 개통                         |      | 2015년 1월 25일  |

## 주요 연재물
- 최연수의 Rollingstock Database : 철도 차량에 대한 내용을 다루며, 한국의 주요 철도 차량의 제원 및 원리, 구조, 특징 등이 수록된다. 14호부터 연재가 중단되었다.
- 한우진의 철도 이야기 : 철도 뿐 아니라 교통정책 전문가로 유명한 필자가 쓰는 철도 전반에 걸친 이야기이다. 3호부터 연재가 시작되었다.
- 국철진의 철도만상
- 한국의 간이역 여행
- 폐선 답사기
- 철도 시뮬레이터
- 최지웅의 세계 철도여행
- 조병혁의 중국철도
- 서유럽 철도여행기
- 철도사진 촬영 포인트 소개